# Felicia Montealegre
Felicia Montealegre, nata Felicia María Cohn Montealegre e coniugata Bernstein (San José, 6 febbraio 1922 – East Hampton, 16 giugno 1978) è stata un'attrice statunitense di origini costaricane.

## Biografia
Felicia María Cohn Montealegre nacque a San José, figlia della costaricana Clemencia Cristina Montealegre Carazo e dell'americano Roy Elwood Cohn. Crebbe in Cile e nel 1944 si trasferì a New York, dove studiò pianoforte con Claudio Arrau e recitazione con Herbert Berghof. Pur avendo origini ebraiche, la famiglia Montealegre era cattolica e Montealegre si sarebbe convertita all'ebraismo nel 1951 per sposare Leonard Bernstein.
Conobbe Bernstein a New York nel 1946: i due intrapresero una relazione, si fidanzarono ufficialmente ma poi si lasciarono prima delle nozze. Successivamente Montealegre fu legata sentimentalmente all'attore Richard Hart fino alla sua morte nel 1951. Dopo la morte di Hart, Montealegre sposò Bernstein il 10 dicembre 1951 e la coppia ebbe tre figli: Jamie, Alexander e Nina Bernstein. Il carteggio di Bernstein, pubblicato nel 2013, rivela che fosse consapevole dell'omosessualità del marito, che discute apertamente in una lettera: "Sei un omosessuale e potresti non cambiare mai - non ammetti la possibilità di una doppia vita, ma se la tua tranquillità, la tua salute, il tuo intero sistema nervoso dipende da certe abitudini sessuali, cosa ci puoi fare?".
In qualità di moglie di Bernstein, Montealegre divenne una figura di spicco della vita mondana newyorchese, tanto che il termine radical chic fu coniato per descrivere un suo ricevimento del 1970. Molto impegnata anche nel sociale, fu un'attivista per la pace e per i diritti civili, raccogliendo fondi per le Pantere Nere e venendo arrestata nel 1972 durante una manifestazione a Washington contro la Guerra del Vietnam.
Morì nel 1978 all'età di 56 anni a causa di un carcinoma del polmone.

## Carriera
Felicia Montealegre esordì sulle scene statunitensi nel 1945 nella prima americana del dramma di Federico Garcia Lorca Así que pasen cinco años e l'anno successivo fece il suo debutto a Broadway nella pièce Swan Song in scena al Booth Theatre. Negli anni successivi continuò a recitare sulle scene newyorchesi: nel 1950 apparve accanto ad Eva Gabor in The Happy Time a Broadway, nel 1953 fu Jessica ne Il mercante di Venezia in scena al New York City Center, mentre nel 1967 tornò a Broadway ne Le piccole volpi di Lillian Hellman, diretta da Mike Nichols.
Parallelamente all'attività teatrale, Montealegre recitò regolarmente sul piccolo schermo, comparendo in serie televisive come Kraft Television Theatre, Studio One, Goodyear Theatre, You Are There e The Kaiser Aluminum Hour.
Sempre in ambito teatrale, svolse ruoli da narratrice o attrice solista in diversi oratori drammatici o sinfonie corali, interpretando Giovanna d'Arco in Jeanne d'Arc au Bûcher con la New York Philharmonic diretta dal marito nel 1958 e apparendo in occasione della prima statunitense della sinfonia n. 3 di Bernstein nel 1964. Nel 1973 esordì al Metropolitan Opera House interpretando Andromaca ne Les Troyens di Berlioz e nel 1976 diede il suo addio alle scene con Poor Murderer a Broadway.

## Filmografia parziale

### Televisione
- Kraft Television Theatre - serie TV, 11 episodi (1949-1956)
- Studio One - serie TV, 11 episodi (1949-1956)
- The Philco Television Playhouse - serie TV, 4 episodi (1950)
- Lights Out – serie TV, episodi 2x27-3x29 (1950-1951)
- Lux Video Theatre - serie TV, episodio 1x15 (1951)
- Goodyear Theatre - serie TV, episodi 1x10, 3x7 (1952-1954)
- You Are There - serie TV, episodio 2x35 (1954)
- The Kaiser Aluminum Hour - serie TV, episodio 1x5 (1956)
- ITV Play of the Week - serie TV, episodio 2x21 (1961)